# Helia auriculata
Helia auriculata är en gentianaväxtart som först beskrevs av George Bentham, och fick sitt nu gällande namn av Carl Ernst Otto Kuntze. Helia auriculata ingår i släktet Helia och familjen gentianaväxter. Inga underarter finns listade i Catalogue of Life.